# The Washington Post
The Washington Post je americký deník založený 1877 ve Washingtonu, D.C. Stilsonem Hutchinsem a v současnosti vlastněný společností Nash Holdings LLC Jeffa Bezose. Od dubna do listopadu 1918 v deníku publikoval za svého pobytu ve Washingtonu také profesor Tomáš Garrigue Masaryk.

## Historie
Liberálně orientovaný The Washington Post se v roce 1954 sloučil s deníkem Washington Times-Herald (není identický se současným deníkem Washington Times). Po uzavření The Washington Star v roce 1981 zůstal jako jediný deník v hlavním městě USA. Dnes má konkurenci v podobě konzervativního deníku The Washington Times.
Největším historickým případem novinářů tohoto deníku je pravděpodobně aféra Watergate, která měla za následek odstoupení prezidenta Richarda Nixona. Reportáže psali Bob Woodward a Carl Bernstein pod vedením vydavatelky Katharine Grahamové. O této aféře a postupu novinářů Washington Post vznikl i film Všichni prezidentovi muži.
V roce 2003 deník svými články podporoval zahraniční politiku amerického prezidenta George W. Bushe, který se chystal podniknout invazi do Iráku pod záminkou, že Irák vlastní zbraně hromadného ničení. V měsících, které předcházely válce v Iráku, The Washington Post na své titulní straně otiskl více než 140 článku, které prosazovaly invazi do Iráku.
Náklad v dubnu 2007 činil zhruba 930 000 kusů.

### Éra Jeffa Bezose (od roku 2013)
Na jaře 2013 deník koupil od Washington Post Company zakladatel a majitel Amazonu Jeff Bezos za částku 250 milionů dolarů. Vzhledem k tomu, že Bezos má kontrakt mezi Amazonem a CIA v hodnotě 600 milionů dolarů a Washington Post na tuto skutečnost své čtenáře neupozorňuje, v článcích deníku o CIA lze mluvit o střetu zájmů.
V říjnu 2016 během voleb prezidenta USA The Washington Post vyjádřil podporu kandidátce Hillary Clintonové.
V prosinci 2016 byl The Washington Post kritizován za šíření fake news poté, co otiskl nepravdivou zprávu, že hackeři z Ruska napadli centrální elektrizační soustavu Spojených států.
V roce 2017 zavedl deník ve své on-line edici podtitulek Democracy dies in Darkness (Demokracie umírá v temnotě) jako reakci na politiku Donalda Trumpa.
V lednu 2018 The Washington Post otiskl článek, který tvrdil, že kampaň prezidenta Miloše Zemana během volby prezidenta České republiky 2018 podporovaly „ruské subjekty“.
V roce 2020 během voleb prezidenta USA redakční rada vydala prohlášení podpory pro kandidáta Joe Bidena. Ve svém doporučení označila jeho protikandidáta, Donalda Trumpa, za „nejhoršího prezidenta moderní doby“ a za „narcistního člověka bez špetky empatie“.
V roce 2024, před americkými prezidentskými volbami, Jeff Bezos rozhodl, že noviny nadále nebudou publikovat tradiční podporu jednomu z kandidátů (historicky redakční rada The Washington Post podporovala kandidáta Demokratické strany, tuto praxi zahájili v roce 1976, když veřejně podpořili Jimmyho Cartera). Konec publikování podpory potvrdil i šéf novin William Lewis. V důsledku rezignovali někteří členové redakční rady, podle kterých šlo o nepřímý cenzurní tlak Donalda Trumpa, a noviny přišly o 250 tisíc předplatitelů (tj. o 10 %). V lednu 2025 napsalo 400 zaměstnanců novin Bezosovi otevřený dopis, ve kterém ho vyzvali k jednání o budoucnosti deníku. V únoru 2025 Bezos oznámil, že v názorové rubrice budou nadále publikovány pouze názory podporující „volný trh a osobní svobody“, tedy ideje ekonomické pravice. V reakci odhlásilo své předplatné dalších 75 tisíc zákazníků.

## Vedení

### Většinoví akcionáři
- Stilson Hutchins (1877–1889)
- Frank Hatton a Beriah Wilkins (1889–1905)
- John R. McLean (1905–1916)
- Edward (Ned) McLean (1916–1933)
- Eugene Meyer (1933–1948)
- The Washington Post Company (1948–2013)
- Nash Holdings (Jeff Bezos) (od r. 2013)

### Vydavatelé, CEO
- Stilson Hutchins (1877–1889)
- Beriah Wilkins (1889–1905)
- John R. McLean (1905–1916)
- Edward (Ned) McLean (1916–1933)
- Eugene Meyer (1933–1946)
- Philip L. Graham (1946–1961)
- John W. Sweeterman (1961–1968)
- Katharine Grahamová (1969–1979)
- Donald E. Graham (1979–2000)
- Boisfeuillet Jones Jr. (2000–2008)
- Katharine Weymouth (2008–2014)
- Frederick J. Ryan Jr. (2014–2023)
- William Lewis (od r. 2024)

### Výkonní šéfredaktorové
- James Russell Wiggins (1955–1968)
- Ben Bradlee (1968–1991)
- Leonard Downie Jr. (1991–2008)
- Marcus Brauchli (2008–2012)
- Martin Baron (2012–2021)
- Sally Buzbee (2021–2024)
- Matt Murray (od r. 2024)

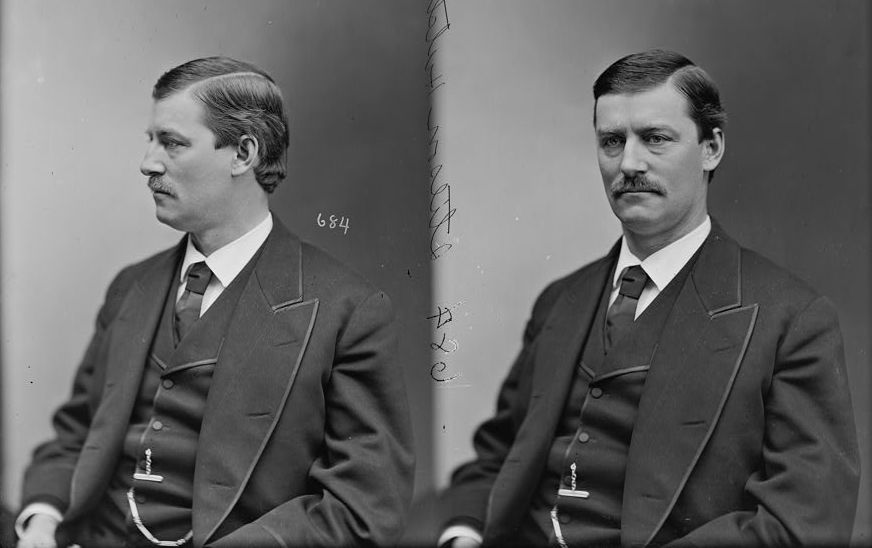
Zakladatel novin Stilson Hutchins
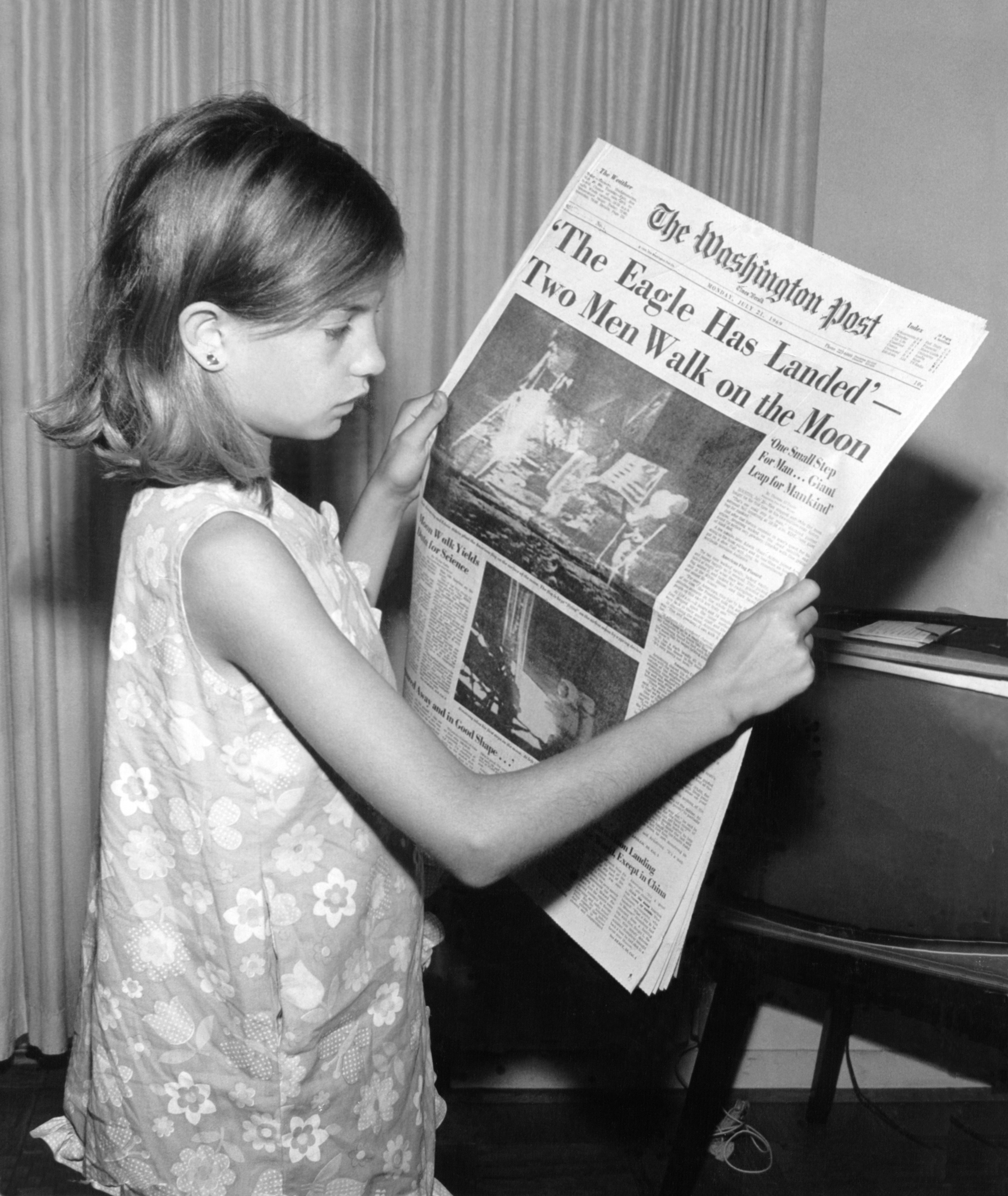
Dívka čte vydání Washington Post z 21. července 1969.
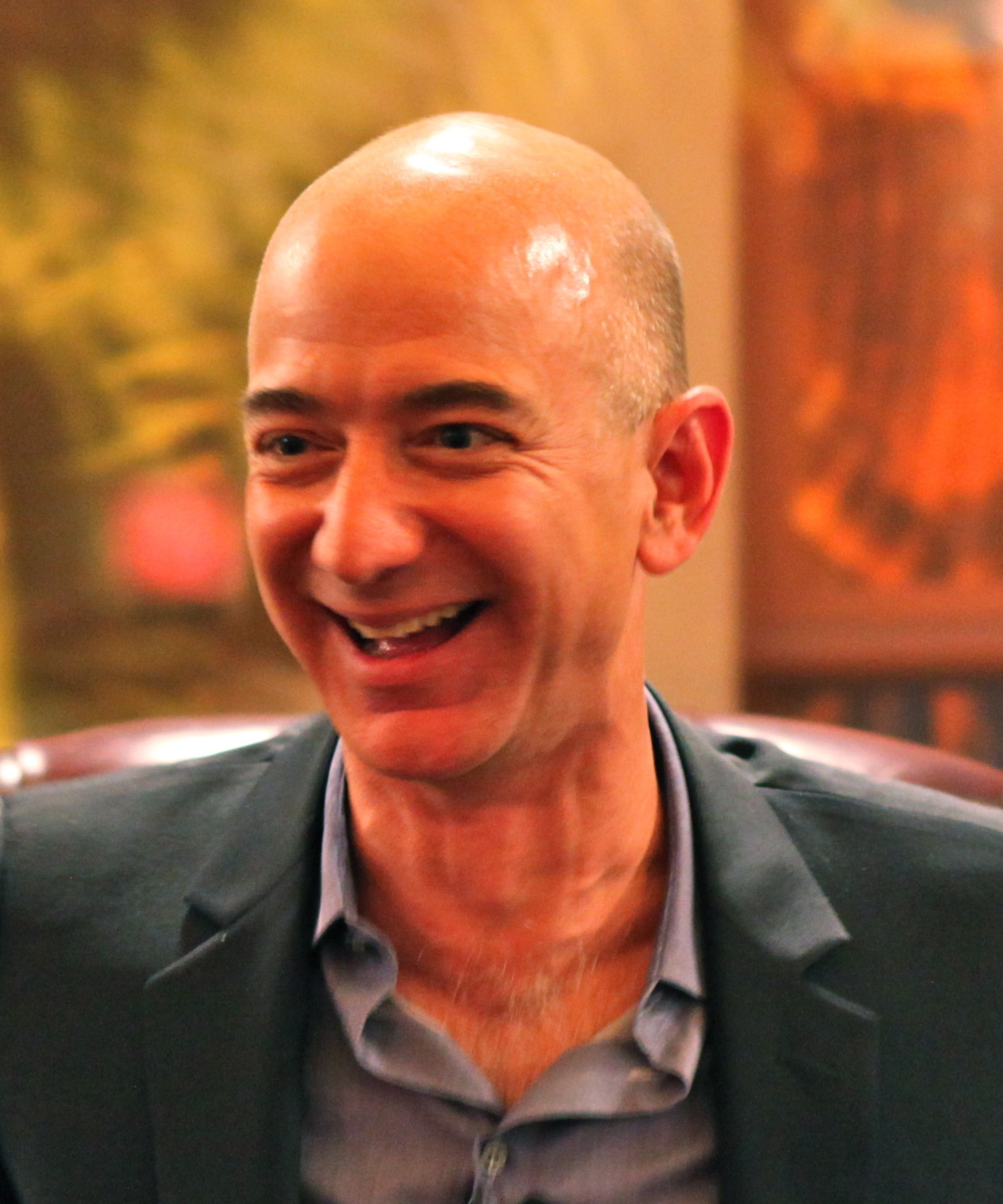
Současný vlastník Jeff Bezos, který je také zakladatelem společnosti Amazon.com